# Стейсі Торн
Лейсі Торнтон (англ. Lacie Thornton; нар. 15 грудня 1983, Гантсвілл, Алабама, США), відома як Стейсі Торн (англ. Staci Thorn) — американська порноакторка і модель.

## Біографія
Має ірландське і австрійське походження. 
Потрапила в порноіндустрію у віці 21 року, в 2004 році — причому відразу у хардкорних сценах. Знімалася для порностудій Vivid Entertainment, Metro, Hustler, Sin City, Wildlife, Pure Filth і Adam & Eve.
Припинила зйомки в порнографії в 2014 році. 
Проживає в Лос-Анджелесі, штат Каліфорнія.
За даними на 2020 рік знялася в 359 порнофільмах.

## Премії і номінації
| Рік  | Премія    | Номінація                    | Фільм                      | Результат |
| ---- | --------- | ---------------------------- | -------------------------- | --------- |
| 2005 | AVN Award | Best Group Sex Scene — Video | Orgy World 7               | Перемога  |
| 2007 | AVN Award | Best Group Sex Scene — Video | Sodom 2: The Bottom Feeder | Номінація |
| 2008 | AVN Award | Best Anal Sex Scene — Film   | Debbie Does Dallas Again   | Номінація |

## Вибрана фільмографія
- Oversized Cum Buttons (2011)
- 2 Big, Two Black for Her White Crack (2010)
- Hot Ass 4 (2009)
- Cry Wolf (2008)
- Anal Hell 2 (2007)
- Throat Gaggers #10 (2006)
- Sodom 2: The Bottom Feeder (2005)
- Деббі підкорює Даллас знову (2005)
- Orgy World 7 (2004)[2]